# Jan Chrzciciel Piamarta
Jan Chrzciciel Piamarta, właśc. wł. Giovanni Battista Piamarta (ur. 26 listopada 1841 w Brescii, zm. 25 kwietnia 1913 w Remedello) – włoski kapłan, założyciel instytutu dell'Istituto Artigianelli i Towarzystwa Najświętszej Rodziny z Nazaretu dla młodzieży w Brescii (FN), święty Kościoła katolickiego.
Kiedy miał 9 lat, w 1850 roku zmarła jego matka. 24 grudnia 1865 roku otrzymał święcenia kapłańskie.
W 1865 roku założył Towarzystwo Najświętszej Rodziny z Nazaretu w celu zaspokojenia potrzeb materialnych i duchowych młodych ludzi idących do pracy.
Zmarł w wieku 72 lat w opinii świętości.
Został beatyfikowany przez papieża Jana Pawła II w dniu 12 października 1997 roku, a kanonizowany 21 października 2012 przez papieża Benedykta XVI.